# Naturbahnrodel-Europameisterschaft 1993
Die 15. FIL Naturbahnrodel-Europameisterschaft fand vom 27. bis 31. Januar 1993 in Stein an der Enns in Österreich statt.

## Einsitzer Herren
| Platz | Name                   | Zeit |
| ----- | ---------------------- | ---- |
| 01    | Anton Blasbichler      | ?    |
| 02    | Willi Danklmaier       | ?    |
| 03    | Franz Obrist           | ?    |
| 04    | Manfred Gräber         | ?    |
| 05    | Matthäus Hofer         | ?    |
| 06    | Martin Gruber          | ?    |
| 07    | Roland Ploner          | ?    |
| 08    | Erwin Dietrich         | ?    |
| 09    | Krzysztof Niewiadomski | ?    |
| 10    | Robert Tomelitsch      | ?    |
| 11    | Georg Eberharter       | ?    |
| 12    | Jürgen Pezzi           | ?    |
| 13    | Reinhold Buchmann      | ?    |
| 14    | Hans Noll              | ?    |
| 15    | Almir Betemps          | ?    |
| 16    | Drago Česen            | ?    |
| 17    | Knut Solheim           | ?    |
| 18    | Boris Nastran          | ?    |
| 19    | Bostjan Vizjak         | ?    |
| 20    | Franz Dreher           | ?    |
| 21    | Marko Meglič           | ?    |
| 22    | Sergei Kwasnikow       | ?    |
| 23    | Tomaž Habjan           | ?    |
| 24    | Anton Maurer           | ?    |
| 25    | Patrick Clemens        | ?    |
| 26    | Corrado Herin          | ?    |
| 27    | Erik Solheim           | ?    |
| 28    | Michael Törnquist      | ?    |
| 29    | Andrej Habjan          | ?    |
| 30    | Dimitar Dimitrow       | ?    |
| 31    | Michał Andrzejewski    | ?    |
| 32    | Ben Heijmeijer         | ?    |
| 33    | Stefan Limmer          | ?    |
| 34    | Emil Lasarow           | ?    |
| 35    | Mario Moravčík         | ?    |
| 36    | Hans Kris Alveberg     | ?    |
| --    | Jacek Andrzejewski     | DNS  |
| --    | Sten Helge Syversen    | DNF  |
| --    | Herbert Pilz           | DNF  |
| --    | Jewgeni Jakuschin      | DNF  |
| --    | Gerhard Pilz           | DNF  |
| --    | Milan Parimucha        | DNF  |
| --    | Peter Kurcina          | DNF  |
| --    | Erhard Mahlknecht      | DNF  |
| --    | Rosen Zlatew           | DSQ  |

Datum: 30. Januar (1. und 2. Wertungslauf) und 31. Januar 1993 (3. Wertungslauf)
Der Italiener Anton Blasbichler wurde Europameister im Einsitzer der Herren. Für ihn war es der erste Titel und zugleich die erste Medaille bei Großereignissen. Silber gewann der Österreicher Willi Danklmaier. Er hatte bereits mehrere Medaillen bei Welt- und Europameisterschaften gewonnen. Die Bronzemedaille ging an den Titelverteidiger Franz Obrist aus Italien.

## Einsitzer Damen
| Platz | Name                   | Zeit |
| ----- | ---------------------- | ---- |
| 01    | Irene Zechner          | ?    |
| 02    | Doris Haselrieder      | ?    |
| 03    | Elvira Holzknecht      | ?    |
| 04    | Beatrix Mahlknecht     | ?    |
| 05    | Doris Perathoner       | ?    |
| 06    | Jeanette Koppensteiner | ?    |
| 07    | Sonja Steinacher       | ?    |
| 08    | Irene Mitterstieler    | ?    |
| 09    | Evi Mitterstieler      | ?    |
| 10    | Renate Hinteregger     | ?    |
| 11    | Joanna Korzeniowska    | ?    |
| 12    | Sandra Mariner         | ?    |
| 13    | Julia Subbotina        | ?    |
| 14    | Tammy Wills            | ?    |
| 15    | Ljubow Panjutina       | ?    |
| 16    | Iliana Janewa          | ?    |
| 17    | Maria Asenowa          | ?    |
| --    | Chalida Alimowa        | DNF  |

Datum: 30. Januar (1. und 2. Wertungslauf) und 31. Januar 1993 (3. Wertungslauf)
Europameisterin im Einsitzer der Damen wurde die Österreicherin Irene Zechner. Sie hatte bei der letzten EM den zweiten Platz belegt. Die Silbermedaille ging an die Titelverteidigerin Doris Haselrieder aus Italien. Dritte wurde die Österreicherin Elvira Holzknecht, die im Vorjahr bereits Zweite bei der Weltmeisterschaft war.

## Doppelsitzer
| Platz | Name                                       | Zeit |
| ----- | ------------------------------------------ | ---- |
| 1     | Almir Betemps – Corrado Herin              | ?    |
| 2     | Jürgen Pezzi – Christian Hafner            | ?    |
| 3     | Reinhold Buchmann – Manfred Als            | ?    |
| 4     | Roland Wolf – Stefan Kögler                | ?    |
| 5     | Michael Bischofer – Herbert Kögl           | ?    |
| 6     | Arnold Lunger – Günther Steinhauser        | ?    |
| 7     | Jewgeni Jakuschin – Sergei Kwasnikow       | ?    |
| 8     | Tscheslaw Schumilow – Andrei Tschernezow   | ?    |
| 9     | Jacek Andrzejewski – Michał Andrzejewski   | ?    |
| --    | Roland Niedermair – Hubert Burger          | DNF  |
| --    | Peter Kurcina – Milan Parimucha            | DNF  |
| --    | Krzysztof Niewiadomski – Oktawian Samulski | DNF  |
| --    | Pawel Timschin – Igor Skworzow             | DNF  |
| --    | Walter Mauracher – Georg Eberharter        | DSQ  |

Datum: 29. Januar 1993 (beide Wertungsläufe)
Die amtierenden Weltmeister Almir Betemps und Corrado Herin aus Italien wurden Europameister im Doppelsitzer. Die Silbermedaille gewannen ihre Landsmänner Jürgen Pezzi und Christian Hafner. Platz drei ging wie schon vor vier Jahren an die Österreicher Reinhold Buchmann und Manfred Als. Die Titelverteidiger Krzysztof Niewiadomski und Oktawian Samulski aus Polen kamen nicht ins Ziel.

## Medaillenspiegel
| Platz | Land       | Gold | Silber | Bronze | Gesamt |
| ----- | ---------- | ---- | ------ | ------ | ------ |
| 1.    | Italien    | 2    | 2      | 1      | 5      |
| 2.    | Österreich | 1    | 1      | 2      | 4      |